# 岡崎正春
岡崎 正春（おかざき まさはる、1912年11月12日 - 2006年6月30日）は、日本の経営者。東洋ゴム工業（現在のTOYO TIRE）社長・会長を務めた。福井県坂井郡芦原町（現在のあわら市）出身。

## 経歴
1934年に大阪外国語学校英語部を卒業し、東洋紡での勤務を経て、東洋ゴム工業に入社した。1959年に取締役に就任し、1961年5月に常務、1962年11月に専務を経て、1965年5月に副社長に就任し、1977年6月には社長に昇格した。1983年6月に会長に就任し、1986年6月には相談役に就任した。
1979年11月に藍綬褒章を受章し、1985年4月に勲二等旭日重光章を受章した。
2006年6月30日、呼吸不全によって死去した。93歳没。